# Frosinone Calcio 1997-1998
Questa pagina raccoglie le informazioni riguardanti il Frosinone Calcio nelle competizioni ufficiali della stagione 1997-1998.

## Divise e sponsor
Lo sponsor tecnico della stagione 1997-1998 è Gems, mentre lo sponsor ufficiale è Banca Popolare della Ciociaria.

## Rosa
| N. |                   | Ruolo | Calciatore            |
| -- | ----------------- | ----- | --------------------- |
|    | Italia (bandiera) | A     | Massimo Anselmi       |
|    | Italia (bandiera) | P     | Massimo Assante       |
|    | Italia (bandiera) | D     | Marco Bagaglini       |
|    | Italia (bandiera) | C     | Bruno Baldari         |
|    | Italia (bandiera) | A     | Luca Bonfanti         |
|    | Italia (bandiera) | D     | Mario Brandani        |
|    | Italia (bandiera) | D     | Ernesto Calisti       |
|    | Italia (bandiera) | A     | Salvatore Campilongo  |
|    | Italia (bandiera) | D     | Massimo Carli         |
|    | Italia (bandiera) | D     | Fabrizio Cipriani     |
|    | Italia (bandiera) | C     | Carlo Cotroneo        |
|    | Italia (bandiera) |       | De Matteis            |
|    | Italia (bandiera) |       | Di Giovine            |
|    | Italia (bandiera) | P     | Massimiliano Federici |
|    | Italia (bandiera) | D     | Gianfranco Germoni    |

| N. |                   | Ruolo | Calciatore         |
| -- | ----------------- | ----- | ------------------ |
|    | Italia (bandiera) |       | Lanzi              |
|    | Italia (bandiera) | A     | Tiziano Levanti    |
|    | Italia (bandiera) | A     | Francesco Lomonaco |
|    | Italia (bandiera) |       | Lupo               |
|    | Italia (bandiera) |       | Michelangeli       |
|    | Italia (bandiera) | C     | Fabrizio Perrotti  |
|    | Italia (bandiera) | C     | Giampiero Pocetta  |
|    | Italia (bandiera) | D     | Vincenzo Prochilo  |
|    | Italia (bandiera) | A     | Cristiano Ruggiero |
|    | Italia (bandiera) |       | Santopadre         |
|    | Italia (bandiera) | A     | Marco Spilli       |
|    | Italia (bandiera) | C     | Alessandro Tatomir |
|    | Italia (bandiera) | D     | Giovanni Tenace    |
|    | Italia (bandiera) |       | Verde              |
|    | Italia (bandiera) | D     | Paolo Zaccagnini   |